# Velibythere
Velibythere is een geslacht van kreeftachtigen uit de klasse van de Ostracoda (mosselkreeftjes).

## Soorten
- Velibythere parallela Schornikov, 1982
- Velibythere triangulata Schornikov, 1982
- Velibythere velata Schornikov, 1982